# Kasteel van Uitbergen

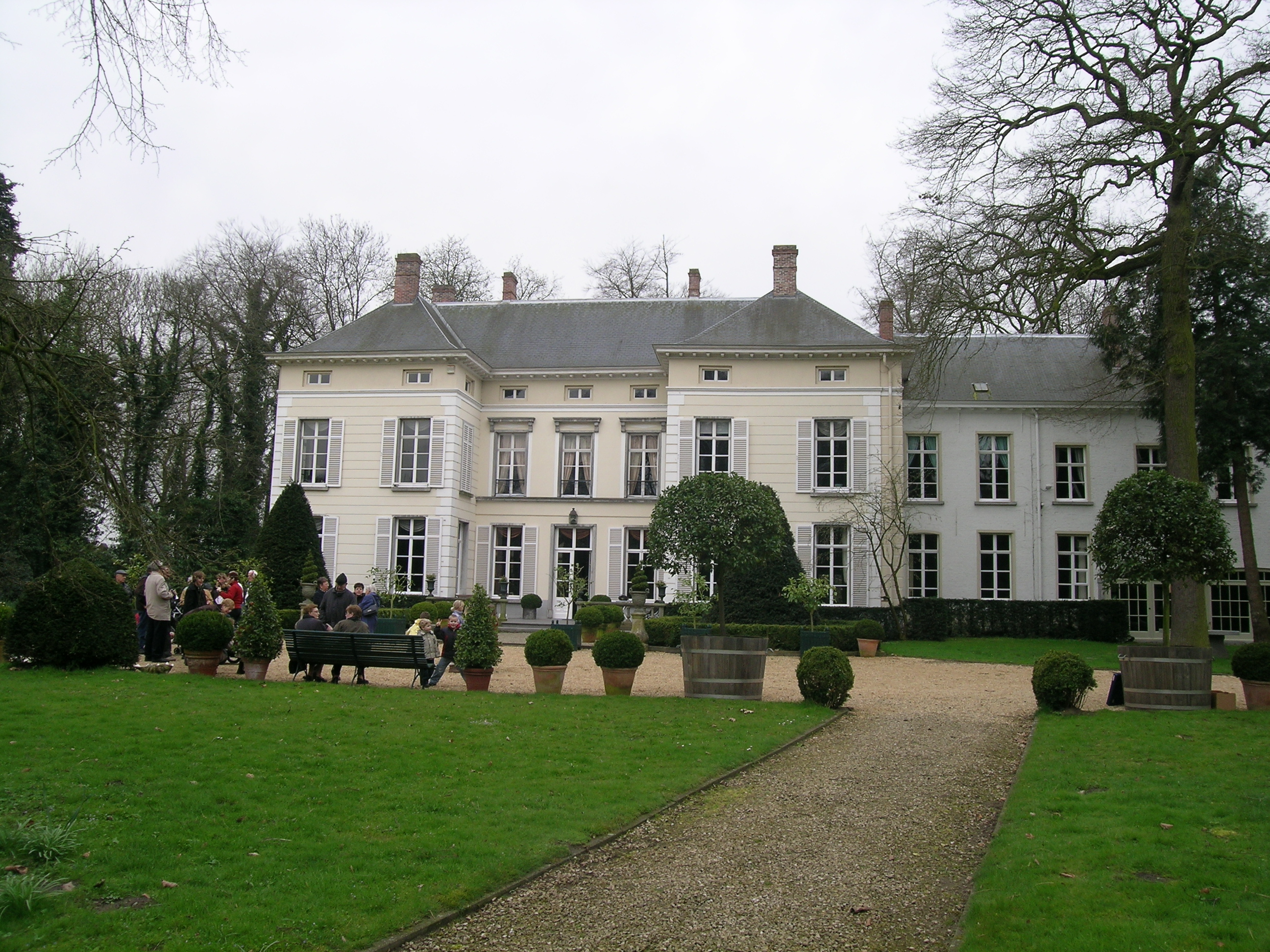
Kasteel van Uitbergen

Het Kasteel van Uitbergen is een kasteel met domein in de tot de Oost-Vlaamse gemeente Berlare behorende plaats Uitbergen, gelegen aan Moleneindestraat 27-31.

## Geschiedenis
Al in de 16e eeuw of eerder was hier een buitenplaats. In 1739 was er sprake van een bewalt huys, met schueren, stallen, boomgaert ende voordere appendentien ende dependentiën ofwel een omgracht huis met bijgebouwen. Door huwelijk van eigenares Marie-Cornélie Beeckman in 1773 met Jacques Terlinden kwam het in bezit van laatstgenoemde adellijke familie die ook heren van Uitbergen leverde. In 1784 werd het goed omschreven als Chateau d’Uytberghen. Het hoofdgebouw was toen een bouwwerk in classicistische stijl. In 1840 werd het naar ontwerp van Louis Minard verbouwd en uitgebreid in neoclassicistische trant.
Het kasteel werd bewoond door diverse burgemeesters van Uitbergen, namelijk Edmond-Charles de Kerchove d’Ousselghem vanaf 1854 en graaf Victor van den Steen de Jehay vanaf 1861. Door huwelijk kwam het aan Amedée Visart de Bocarmé. Deze was geïnteresseerd in bosbouw en herschiep het domein in een dendrologisch landschapspark. Zijn zoon Albert Visart de Bocarmé, ook bewoner van het kasteel, werd in 1895 burgemeester van Uitbergen. Na diens dood kwam het kasteel aan de familie Crombrugghe de Picquendaele. In 1957 werd het kasteel gerenoveerd en vervolgens verhuurd.
In 1988 werd het kasteel gekocht door enkele antiekhandelaren die kasteel en domein restaureerden.

## Gebouw
Het betreft een domein van 6 ha dat grenst aan de Schelde en aan het Donkmeer. Het kasteel heeft een 18e-eeuwse kern, maar het uiterlijk is in neoclassicistische stijl van midden 19e eeuw. In 1898 en 1906 werd een neogotische kapel aangebouwd.
Het hoofdgebouw is in U-vorm. In 1877 werd de conciërgewoning gebouwd en in 1885 de woningen voor de koetsier en de tuinman. Het speelhuys voor de vyscherije is uit de 18e eeuw. Verder is in het domein een oude en een nieuwe Engelse landschapstuin aanwezig met uitheemse bomen, bronnen, een waterval, een belvedère. Een monumentale fladderiep wordt gerekend tot één van de zeldzaamste bomen in het park.